# Amphipauropus moselleus
Amphipauropus moselleus är en mångfotingart som först beskrevs av Paul Auguste Remy 1960.  Amphipauropus moselleus ingår i släktet strandfåfotingar, och familjen Amphipauropodidae. Inga underarter finns listade i Catalogue of Life.